# الحركة الفنية النسوية في الولايات المتحدة

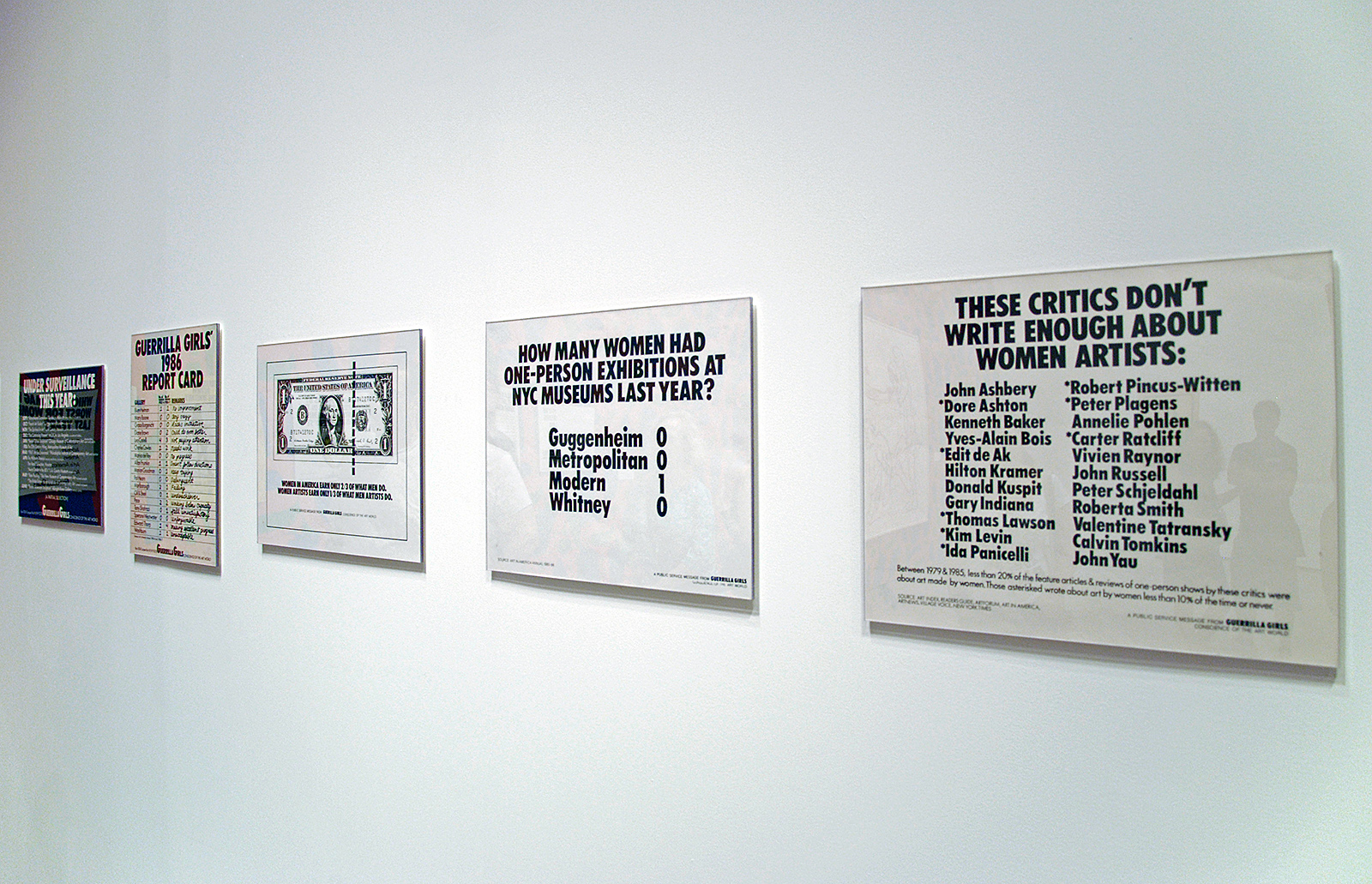

بدأت الحركة الفنية النسوية في الولايات المتحدة في أوائل سبعينيات القرن العشرين، وسعت إلى تعزيز دراسة فن المرأة وخلقه وفهمه. شمل الجيل النسوي الأول من الفنانات جودي شيكاغو ومريم شابيرو وسوزان لاسي وجوديث برنشتاين وشيلا دي بريتفيل وماري بيث إديلسون وكارولي شنيمان وراشيل روزنتال وسواهن. كان هذا الجيل جزءًا من الحركة الفنية النسوية في الولايات المتحدة في أوائل السبعينيات لتنمية الكتابة والفن النسوي. انتشرت الحركة سريعًا من طريق احتجاجات المتحف في كل من نيويورك -مايو 1970- ولوس أنجلس -يونيو 1971- عبر شبكة مبكرة تُسمى حقيبة الغرب والشرق، التي نشرت أخبار أنشطة الفن النسوي 1971-1973 في رسالة إخبارية متداولة على الصعيد الوطني، وفي المؤتمرات مثل مؤتمر فنانات الساحل الغربي الذي عقد في معهد الفن في كاليفورنيا 21-23 يناير 1972، ومؤتمر المرأة في الفنون البصرية، في مدرسة كوركوران للفنون في واشنطن، 20-22 أبريل 1972.

## سبعينيات القرن العشرين
كانت الحركة الفنية النسوية في سبعينيات القرن الماضي ضمن الموجة النسوية الثانية «نقطة تحول فاصلة في تاريخ المرأة والفن» وكان شعارها «الشخصي هو سياسي».
كتبت جويس كوزلوف: «بالنسبة إلينا، لم توجد النساء في صالات العرض والمتاحف، لذلك أنشأنا صالات العرض الخاصة بنا ورعينا معارضنا الخاصة وأنشأنا إعلامنا الخاص ووجه بعضنا بعضًا، حتى إننا أنشأنا مدارس للفن النسوي ودرسنا محتوى تاريخ الفن وبدأنا بصنع أنواع مختلفة من الأشكال الفنية، بناءً على تجاربنا بوصفنا نساء، لذلك كان اجتماعيًا وشيء ما بعده. في حالتنا، عاد ذلك إلى الاستوديوهات الخاصة بنا».

### الأنشطة الرئيسية

#### «فن الصيانة، اقتراح لمعرض»
كتبت ميريل لدرمان يوكليس سنة 1969 مقالًا بعنوان «فن الصيانة، اقتراح لمعرض»، متحديةً الدور المنزلي للمرأة ووصفت نفسها بـ «فنانة صيانة». الصيانة وفقًا ليوكليس هو مجال الأنشطة البشرية التي تحافظ على سير الأمور، مثل الطهي والتنظيف وتربية الأطفال، وتضمن أداءها في سبعينيات القرن الماضي تنظيف المعارض الفنية. سُمّي أول أداء لها «اللمسة الصحية» عامي 1979-1980.

#### مطالبة تحالف عمال الفن بالتمثيل المتساوي للمرأة
جرى تدوين المطالبة بالمساواة في التمثيل للفنانات في بيان مطالب تحالف عمال الفن، الذي طُوّر سنة 1969 ونُشر بصيغته النهائية في مارس 1970. اُسس تحالف العمال الفنيين للدفاع عن حقوق الفنانات وإجبار المتاحف وصالات العرض على إصلاح ممارساتها. في حين نشأ التحالف حركةً احتجاجية عقب إزالة الناشط والنحات اليوناني باناجيوتيس «تاكيس» فاسيلاكيس لعمله تيلي سكلبتشر (1960) من معرض عام 1969 في متحف الفن الحديث في نيويورك، وأصدر بسرعة قائمة واسعة من المطالبة لـ «المتاحف الفنية عمومًا».
إلى جانب دعوات الدخول المجاني، والتمثيل الأفضل للأقليات العرقية والافتتاحات المتأخرة والاتفاق على عدم عرض أي عمل دون موافقة الفنان، طالب التحالف بتشجيع الفنانات على تجاوز قرون من الضرر الذي لحق بصورة الأنثى بوصفها فنانة، بترسيخ التمثيل المتساوي للجنسين في المعارض ومشتريات المتاحف ولجان الاختيار.

#### صفوف الفن النسوي الأولي
درّست الفنانة جودي شيكاغو أول صف فني نسائي في خريف 1970 في كلية فريسنو، الآن جامعة ولاية كاليفورنيا- فريسنو. أصبح برنامج الفن النسوي برنامجًا كاملًا من 15 فصلًا في ربيع 1971. كان هذا أول برنامج فني نسوي في الولايات المتحدة. درس 15 طالبًا على يد شيكاغو في كلية ولاية فريسنو. ضمن برنامج فني نسوي، استأجرت الطالبات وجددن ستوديو خارج الحرم الجامعي في 1275 مابل أفنيو وسط مدينة فريسنو. حيث تعاونوا في الفن، وعقدوا مجموعات قراءة ومناقشات حول تجاربهم الحياتية التي أثرت فيما بعد في فنهم. لاحقًا أعادت جودي شيكاغو ومريم شابيرو تأسيس برنامج الفن النسوي في معهد كاليفورنيا للفنون. بعد أن غادرت شيكاغو إلى كال آرتس، واصلت ريتا يوكوي تدريس الصف في كلية ولاية فريسنو من 1971 إلى 1973، ثم جويس إيكن من 1973 حتى تقاعدها سنة 1992.
كان برنامج الفن النسوي في فريسنو نموذجًا للجهود الفنية النسوية الأخرى، مثل «بيت المرأة» وهو معرض فني نسوي تعاوني، وأول مشروع يُقام بعد انتقال برنامج الفن النسوي إلى معهد كاليفورنيا للفنون في خريف 1971. وُجد بيت المرأة سنة 1972 ونُظم على يد جودي شيكاغو ومريم شابيرو، وكان أول معرض عام للفن النسوي. تطور بيت المرأة أيضًا مثل مشروع فريسنو إلى مساحة ستوديو نسوي وروجت لمفهوم فن المرأة التعاوني.
أسست جودي شيكاغو وأرلين ريفن وشيلا ليفرانت دي بريتفيل ورشة الستوديو النسوية في لوس أنجلس سنة 1973، بوصفه برنامجًا فنيًا نسويًا لمدة عامين. كان لنساء البرنامج دور أساسي في إيجاد مبنى المرأة وإنشائه، وهو أول مركز مستقل لعرض فنون وثقافة المرأة. كانت توجد صالات عرض لكامل تاريخ المنظمة، وكان هذا مكان رئيسي لعرض الفن النسوي. وأسست مؤرخة الفن إرلين رافين برنامج الفن النسوي في لوس أنجلس.

#### «لماذا لم توجد فنانات عظيمات؟»
سنة 1917، نشرت المؤرخة الفنية ليندا نوتشلين مقالًا بعنوان «لماذا لم توجد فنانات عظيمات؟» في كتاب «المرأة في المجتمع الجنسي»، الذي أُعيد طبعه لاحقًا في آرت نيوز، زعمت أنه لم توجد فنانات «عظيمات» في ذلك الوقت، ولا في التاريخ. قد يؤدي ذلك عرَضًا إلى استنتاج أن فنانات مثل جورجيا أوكيف وماري كاسات لسن عظيمات. وأوضحت سبب شعورها بعدم وجود فنانات عظيمات، وما هي التغييرات التنظيمية والمؤسسية اللازمة لخلق فرص أفضل للمرأة.
حددت الكاتبة لوسي ليبارد 3 مهام لتعزيز فهم أعمال النساء والترويج لها:
●    البحث عن الأعمال الفنية الحالية والتاريخية للمرأة وتقديمها.
●    تطوير اللغة غير الرسمية للكتابة عن فن المرأة.
●     إنشاء نظريات حول المعاني الكامنة وراء فن المرأة وإنشاء تاريخ لأعمالهن.